# Тврдица (Кир Јања)
Тврдица или Кир Јања је комедија карактера написана у три чина српског писца Јована Стерије Поповића из 1837. У овој комедији Стерија је представио Кир Јању као негативног комичног јунака којем је страст према новцу деформисала личност. Стално се жали, иако је врло богат. Дејан Мијач је 1981. године снимио истоимени филм.

## Преглед
Стерија је оснивач српске драме и један од најбољих српских комедиографа, представник више праваца међу којима су класицизам, романтизам и реализам. Тврдица је класицистичка комедија написана у три чина. У делу се проналази лутајући мотив тврдичлука преузет још из Плаутове Аулуларије (златни ћуп). Као надахнуће, претпоставља се да је Стерија користио истоимену драму француског комедиографа Молијера или Држићев Скуп, оба дела настала по угледу на Аулуларију.
С друге стране, у сиже су уклопљене и многе особине друштва из доба у којем је дело настало, посебно прилика које су се односиле на трговце и занатлије. Међу њима је био велики број Цинцара и Грка, за које се везивао стереотип штедљивости.
Трочинка исмева Кир Јању, трговца и зеленаша грчког порекла, и његову доминантну већ поменуту особину тврдичења и претеране штедљивости. Сем Јање, други главни ликови су његова значајно млађа супруга Јуца, ћерка из првог брака Катица, нотарош Мишић, суседни зеленаш Кир Дима и слуга односно помоћник Петар.
Од друштвених мотива присутних у комедији издвајају се зеленашење, себичност, глупост и остале свевремене, увек актуелне теме. Уочавају се и појаве које нису толико распрострањене у савременом свету колико у друштву онога доба, као склапање бракова из користи, фалсификовање, искоришћавање радне снаге, патријархални морал, друштвене неједнакости и мизантропија (човекомрство).
Смех се у делу постиже како ситуационом тако и вербалном комиком. Прва се огледа кроз велики број консеквентних комичних догађаја и поступака првенствено главних ликова, а друга кроз разговоре исте природе. Посебна вербална комика присутна у Тврдици јесте она језичке природе, а која је такође у служби индивидуализације лика. Наиме, Кир Јања у одређеним моментима говори грчко-српским жаргоном, а наредним чак и чистим грчким језиком (нпр. о теос филакси, ο θεός φυλάξει — боже сачувај или докса си о теос, δόξα σοι ο θεός — хвала богу). Сама титула коју носи, кир (κύριε), на грчком значи господин. Све ово резултује гротескним, тј. трагикомичним делом с циљем да се наруга изопачености људског карактера.

## Радња
ПРВИ ЧИН
Јуца шије хаљину, што је повод Јањи да говори о модирању и расипништву савремених жена (тада се по први пут открива његов тврдичлук). После прича како се у кући много једе. Јуца га уцењује да ће се развести ако јој не купи макар шешир. Ипак, Јања ни тада не попушта. У наставку, долази нотар Мишић и тражи прилог за болницу. Иако је пре тога уживао разговарајући са ковчегом пуним дуката, Јања одговара да нема новаца за прилог. Ипак му даје једну форинту. Јуца иронично добацује предлог да разгласе да су похарани како би се људи сажалили на њих. Не схватајући предлог таквим какав је, Јања похваљује жену за сјајну замисао. У даљем току радње, он намерава да ћерку Катицу уда за трговца Кир Диму. Иако је Дима вишеструко старији од Катице, Јања прихвата његову просидбу јер неће бити ни свадбе ни мираза, а самим тим никаквог трошка. Потом долази слуга Петар и обавештава да се штала срушила и убила коње, што Јања прима са згражавањем.
ДРУГИ ЧИН
Јуца и Катица причају о Јањином тврдичлуку. Кроз овај дијалог приказан је њихов присни однос, однос маћехе и пасторке исте јачине као онај мајке и ћерке. За то време, Јања у штали јадикује над начињеном штетом. Од слуге Петра тражи да одере коње, чувши од Мишића да продајући коњску маст може добро зарадити (што Немци већ раде). Јуца, Катица и Мишић касније воде разговор без елемената важних за фабулу, али у којем опет наглашавају Јањине негативне особине себичности и тврдичлука. На пример, Јања према Јуцином сведочењу скида и топи печате са старих писама, а све да би касније могао да употреби жарењем добијени восак. Иако је тако остварена зарада занемарљива, то му није битно јер не мора да купује нов материјал. Овај разговор прекида изненадни долазак Јање, који успаничено и избезумљено обавештава како су га преварили лопови: узели су његове дукате у замену за лажне новце. То се десило приликом састанка у циљу уновчавања златника.
ТРЕЋИ ЧИН
Јањиним мукама као да нема краја. Након рушења штале, страдања коњâ и подвале приликом трансакције дуката и новца, сазнао је да му је кукуруз болестан, а самим тим и неупотребљив. Сем тога, неко му је украо облигацију на хиљаду форинти у сребру, као и двадесет форинти готовог новца. Најновија вест је да му је исцурило сирће из бурета, јер није хтео да замени ослабелу славину. Очајан је и жели да се убије, али му сваки могући начин самоубиства (пушка, вешање, отров) изгледа скуп, недовољно ефикасан или исцрпан. Отпушта Петра и закида му од плате, јер је овај пресекао улар како се коњ не би угушио у пожару, а ватру гасио млеком и тиме му нанео финансијску штету. На крају, намерачен да уразуми Јању, Мишић га уцењује да ће га тужити због поседовања лажног новца (у питању је онај који је добио након размене). Успаничени Јана га моли да то не чини, а да ће му заузврат дати Кaтичину руку и изгубљену облигацију као мираз. Мишић на то пристаје, а потом открива да је сада све у реду — у међувремену су повраћени и документи и дукати. Када то сазнаје, Јања жели да повуче реч, али је осујећен у томе услед присуства великог броја сведока. Напослетку, он је једини на губитку, што је у сагласју са народном пословицом коју изговара Мишић: Шкрт више плаћа. Сумирањем поенте у једну реченицу трочинка се завршава.

## Критика
Театролог Бора Глишић је сматрао да су Кир Јања и Родољупци Јована Стерије Поповића у самом врху светске литературе, поткрепљујући ту тврдњу чињеницом да је мотив тврдице од Плаута, преко Молијера до Стерије добио поетски трагички призвук.